# Sant Roc de Llindars
Sant Roc de Llindars és una església del poble de Llindars, al municipi de Ribera d'Ondara (Segarra) inclosa a l'Inventari del Patrimoni Arquitectònic de Catalunya.

## Descripció
És una església situada dins del nucli urbà de poble i integrada en el conjunt urbanístic de la plaça Major. Es tracta d'un edifici d'una sola nau, de planta rectangular, capçalera plana i coberta exterior a doble vessant. Presenta un parament paredat a les façanes laterals amb presència d'arrebossat a la façana principal i carreus ambdós arestes de al façana principal.

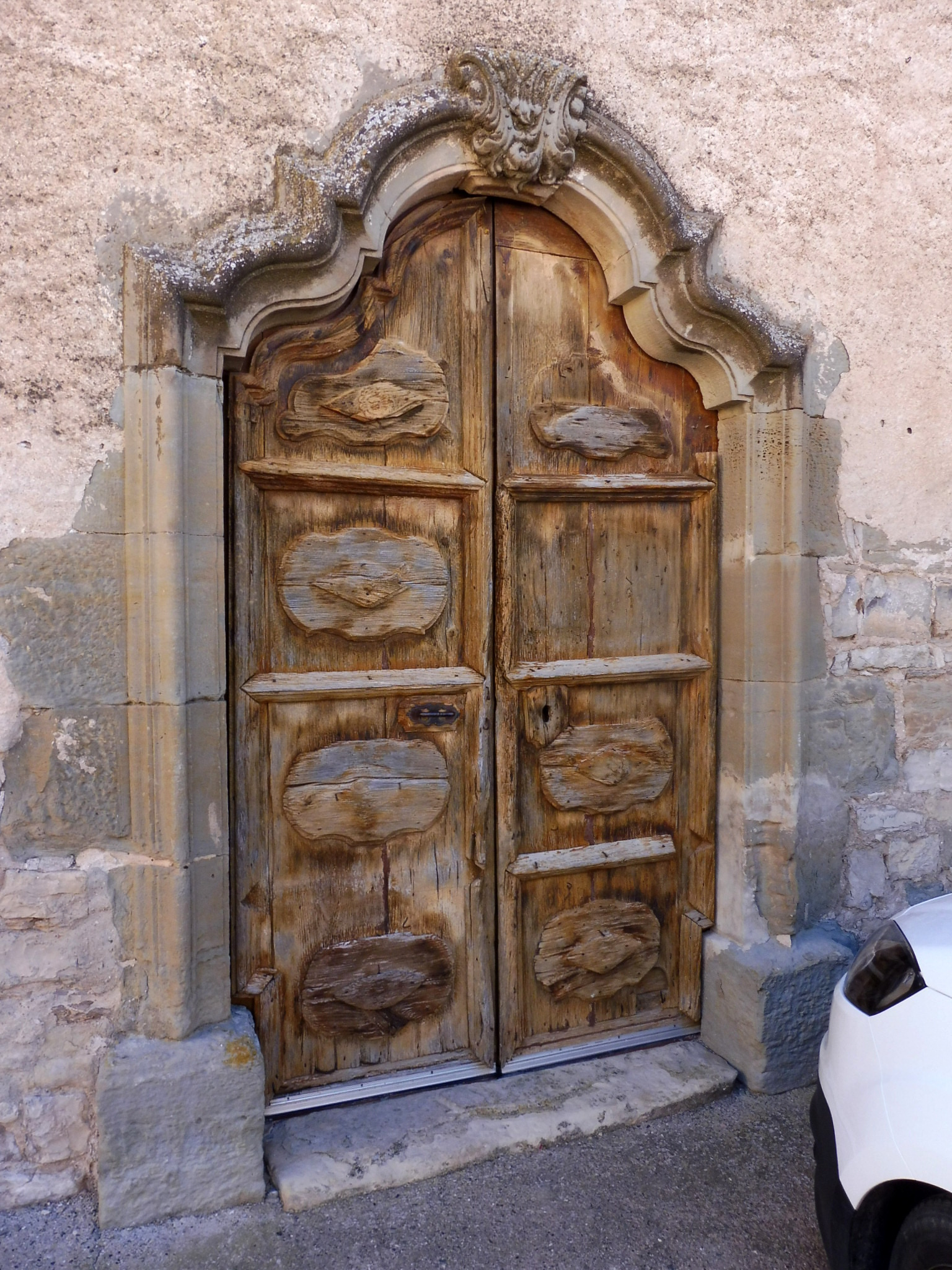
Porta del temple

La porta d'accés s'obra a la façana principat a partir d'una estructura d'arc conopial trevolat amb doble motllura, destacant una decoració vegetal que sobresurt de la clau. Hi ha una inscripció a l'intradós de la clau amb la data "1782" dins d'una cartel·la motllurada rectangular. Damunt d'aquesta porta hi ha una fornícula d'estructura motllurada i per sobre s'obre un petit òcul.
Un campanar d'espadanya de doble ull corona la façana principal. Una cornisa feta maó disposat en cantells ressegueix el perfil superior de la façana principal, així com l'estructura del campanar d'espadanya. L'estructura d'un petit pinacle amb una bola se situa coronant ambdós costats de la façana principal, així com l'estructura superior del campanar d'espadanya.